# Moisés Nogueira Avelino

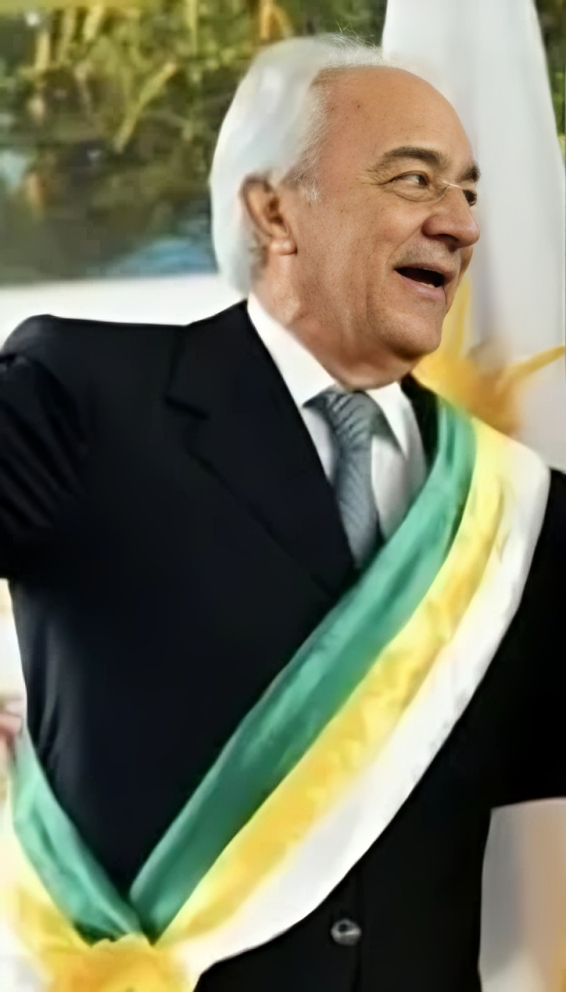
Moisés Avelino como alcalde de Paraíso do Tocantins.

Moisés Nogueira Avelino es un político brasileño, segundo gobernador del estado de Tocantins, afiliado al Partido del Movimiento Democrático Brasileño.
En las elecciones de 2006 ganó un puesto como diputado federal, pese a estar acusado por el Tribunal de Cuentas por mal uso de fondos públicos
| Predecesor: José Wilson Siqueira Campos | Gobernador del estado de Tocantins 1991 - 1995 | Sucesor: José Wilson Siqueira Campos |